# توماس وارد (لاعب اتحاد الرغبي)
توماس وارد (بالإنجليزية: Thomas Ward)‏ هو لاعب اتحاد الرغبي أسترالي، ولد في 1874 في بريزبان في أستراليا، وتوفي في 1942.